# The Driver
The Driver is een Amerikaanse misdaadthriller uit 1978 onder regie van Walter Hill met in de hoofdrollen Ryan O'Neal, Bruce Dern en Isabelle Adjani. De film wordt  gekenmerkt door zijn minimalistisch scenario en bevat alleen naamloze personages met relatief weinig dialoog.

## Verhaal
The Driver steelt auto's om te gebruiken als vluchtauto's bij overvallen in Los Angeles. Hij staat bekend onder criminelen om zijn uitzonderlijk talent en zijn hoge prijs, en is berucht bij de politie, met name bij The Detective, die geobsedeerd is door het klissen van The Driver die hij "Cowboy" noemt.
Bij een klus in een casino zijn de medeplichtigen van The Driver te laat en wordt hij opgemerkt door The Player. The Detective vraagt haar om The Driver te identificeren, maar ze ontkent hem te hebben gezien. Later komt The Driver naar het appartement van The Player om haar te betalen maar ze worden onderbroken door The Detective, die The Player bedreigt en zinspeelt op haar criminele verleden.
The Detective zet een illegale actie op. Hij biedt drie gearresteerde criminelen - Glasses, Teeth en hun chauffeur, Fingers - een deal aan: ze gaan vrijuit als ze The Driver inhuren voor een bankoverval en hem afleveren bij de politie. Ze contacteren The Driver via The Connection, zijn tussenpersoon en heler. The Driver weigert aanvankelijk de klus vanwege zijn afkeer van wapens, maar stemt er toch mee in om de bende te ontmoeten. Wanneer zijn rijvaardigheid in twijfel wordt getrokken, herleidt hij hun wagen al rijdend tot schroot als demonstratie van zijn bekwaamheid en weigert vervolgens om met hen samen te werken. Later bezoekt Teeth The Driver om hem opnieuw te overtuigen om zich bij hen aan te sluiten en bedreigt hem met een pistool. Ondanks dat hij weet dat het een valstrik is, stemt The Driver er uiteindelijk mee in om deel te nemen aan de klus op voorwaarde dat zijn vergoeding wordt verdubbeld en Teeth er niet bij betrokken is.
Tijdens de overval doodt Glasses Fingers en ontsnapt met The Driver. Hij levert The Driver niet af bij The Detective, maar wil hem vermoorden en er met het geld vandoor gaan. De Driver verrast hem met een pistool, doodt hem en verstopt het geld in een kluisje in het treinstation. Hij laat The Connection het geld witwassen en schakelt The Player in om het nadien op te halen. Ondertussen heeft Teeth de vermoorde Glasses gevonden, waarna hij The Connection dwingt om te vertellen wat The Driver van plan is en haar vervolgens doodt.
Op het treinstation verstopt Exchange Man het witgewassen geld in een kluisje en stapt vervolgens op een trein met het geld van de overval. Hij wordt aan boord gevolgd door The Detective, die hem doodt in een vuurgevecht. Teeth berooft The Player van haar tas met de sleutel van het kluisje. Teeth en zijn chauffeur, The Kid, worden achternagezeten door The Driver en The Player in een achtervolging die eindigt in een pakhuis, waar The Driver recht op Teeths auto afrijdt, waardoor The Kid uitwijkt en de auto overkop gaat. The Driver doodt Teeth wanneer hij weigert zich over te geven. The Kid geeft de tas terug en mag vertrekken.
The Driver en The Player keren terug naar het treinstation. Wanneer The Driver de tas uit het kluisje haalt, verschijnen The Detective en verschillende politieagenten, maar de tas is leeg want Exchange Man heeft hen bedrogen. The Player vertrekt. The Driver laat The Detective met lege handen achter.

## Rolverdeling
| Acteur            | Personage            |
| ----------------- | -------------------- |
| Ryan O'Neal       | The Driver           |
| Bruce Dern        | The Detective        |
| Isabelle Adjani   | The Player           |
| Ronee Blakley     | The Connection       |
| Matt Clark        | Red Plainclothesman  |
| Felice Orlandi    | Gold Plainclothesman |
| Joseph Walsh      | Glasses              |
| Rudy Ramos        | Teeth                |
| Denny Macko       | Exchange Man         |
| Frank Bruno       | The Kid              |
| Will Walker       | Fingers              |
| Sandy Brown Wyeth | Split                |
| Tara King         | Frizzy               |
| Richard Carey     | Floorman             |
| Fidel Corona      | Card Player          |
| Victor Gilmour    | Boardman             |
| Nick Dimitri      | Blue Mask            |
| Bob Minor         | Green Mask           |

## Release en ontvangst
20th Century Fox bracht The Driver uit op 28 juli 1978. In de Verenigde Staten was de film een teleurstelling aan de kassa, maar in het buitenland deed de film het veel beter. Ondanks de aanvankelijk negatieve recensies is het een van Hill's populairste films geworden. In latere jaren kreeg de film een positievere ontvangst van critici.
De film behaalde een score van 79% (28 recensies) op Rotten Tomatoes, met een gemiddelde score van 7,6/10. Op Metacritic kreeg de film een score van 56% (13 recensies), wat duidt op "gemengde of gemiddelde recensies".

## Nalatenschap
Regisseurs Quentin Tarantino, Nicolas Winding Refn en Edgar Wright hebben allemaal The Driver genoemd als een belangrijke invloed.
Quentin Tarantino verwijst zowel in Pulp Fiction (1994) als in Kill Bill: Volume 2 (2004) naar The Driver. Hij noemt The Driver een van de "coolste films aller tijden".
De film Drive van Nicolas Winding Refn vertoont overeenkomsten met The Driver, in zoverre dat Ryan Gosling in de film ook een naamloze chauffeur van vluchtauto's speelt. Refn zei daarover dat zijn film elementen bevat die een hommage zijn aan de film van Walter Hill.
Edgar Wright verklaarde dat zijn film Baby Driver uit 2017, waarin Ansel Elgort een vluchtautochauffeur speelt die altijd naar muziek luistert, sterk geïnspireerd was door The Driver.